# 교육공동체 나다
교육공동체 나다는 대한민국의 청소년 인문학 교육 공동체이다.